# Stipagrostis giessii
Stipagrostis giessii är en gräsart som beskrevs av Lars Erik Kers. Stipagrostis giessii ingår i släktet Stipagrostis och familjen gräs. Inga underarter finns listade i Catalogue of Life.